# 克里斯托弗·梅明格
克里斯托弗·古斯塔夫·梅明格（[] 错误：{{Lang-xx}}：拉丁字母轉寫（帮助），1803年1月9日—1888年3月7日），是一位出生於德國的美國政治人物和分裂主義者，參與美利堅聯盟國政府的組建。是《临时宪法》 （1861年）主要作者，也是邦聯金融體系的創始人。作為第一任邦聯財政部長，梅明格是傑佛遜·戴維斯政府經濟政策的主要製定者。

## 早年生活和職業生涯
克里斯托弗·古斯塔夫斯·梅明格（Christopher Gustavus Memminger）1803年1月9日出生於符騰堡州司徒加特，他的父親戈特弗里德·梅明格（Gottfried Memminger）是一名軍官，在兒子出生一個月後去世。他的母親 Eberhardina（née Kohler）Memminger，移民到南卡罗来纳州查尔斯顿，但1807年死於黃熱病，克里斯托弗被安置在孤兒院。當他十一歲時，他的命運發生了變化，受到托馬斯·貝內特的照顧，托馬斯·貝內特是一位著名的律師，也是未來的州長。進入南卡羅來納學院12歲時，梅明格以全班第二名的成績畢業。1825年，梅明格通過了律師資格考試，成為一名成功的律師。1832年，與瑪麗·威瑟斯·威爾金森結婚。
梅明格是廢除危機期間反對派的領袖。他出版了《無效之書》（1832-1833），以聖經風格諷刺了該學說的倡導者。 他進入州政壇，並於1836年至1852年和1854年至1860年在南卡羅來納州立法機構任職，近二十年來擔任財務委員會主席。梅明格是教育的堅定倡導者，並幫助查爾斯頓成為全國最全面的公立學校系統之一。1859年，約翰·布朗突襲後，他受南卡羅來納州委託與其他代表協商弗吉尼亞被認為是抵禦廢奴主義攻擊的最佳方法。

## 美國內戰

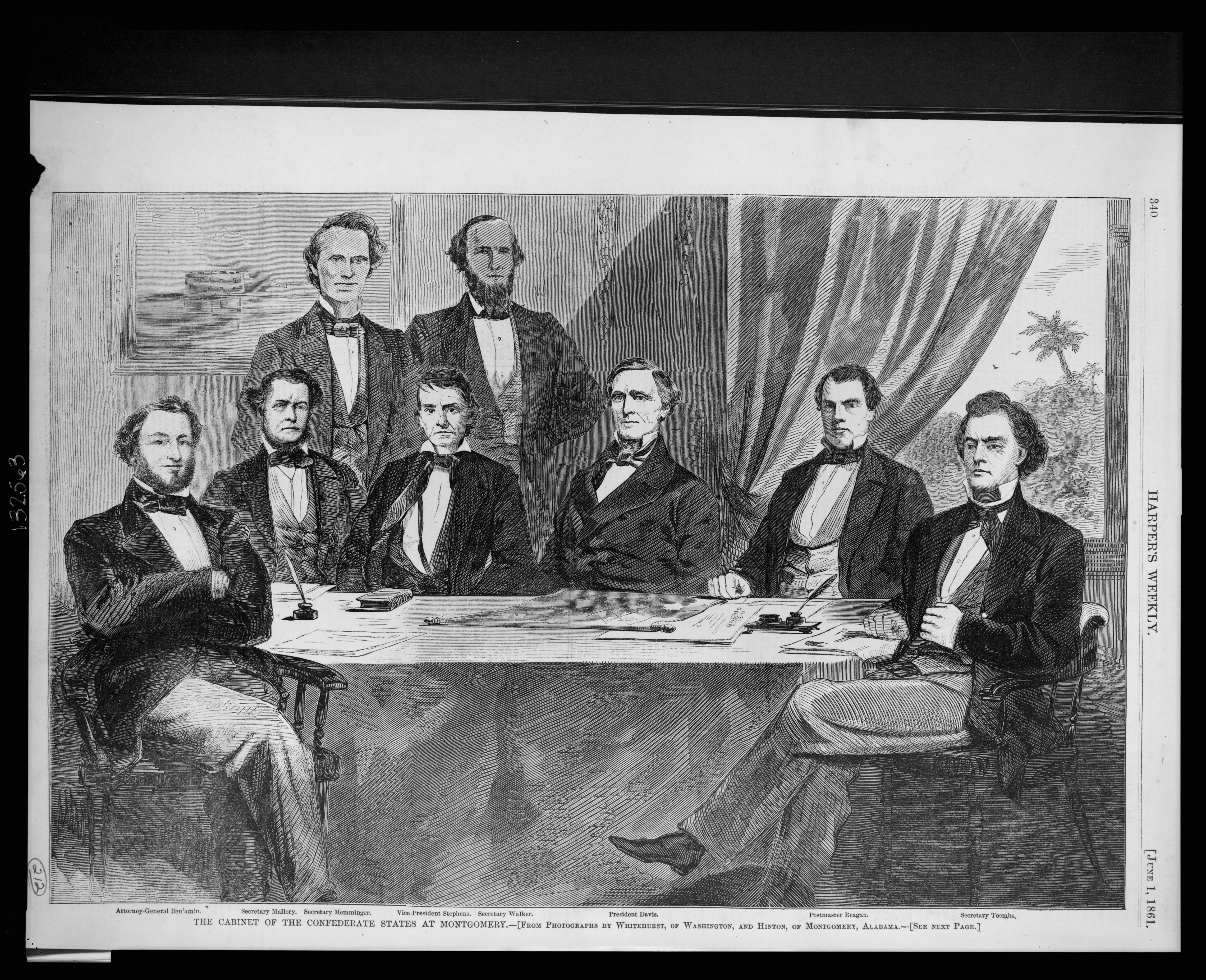
美利堅聯盟國內閣成員：犹大·本杰明、斯蒂芬·马洛里、克里斯托弗·梅明格、亚历山大·H·史蒂芬斯、勒羅伊·波普·沃克、傑佛遜·戴维斯、約翰·H·裡根以及羅伯特·圖姆斯

梅明格在分裂國家問題上被認為是溫和派，但在亞伯拉罕·林肯當選後，他認為分裂國家是必要的。梅明格有12個人（六名男子），在1850年南卡羅來納州查爾斯頓的人口普查中列出了他的莊園。他的莊園位於北卡羅來納州亨德森縣，他在那裡建造了康尼馬拉避暑別墅）。1860年南卡羅來納州脫離合眾國時，梅明格被要求撰寫《南卡羅來納州脫離聯邦宣言》（正式名稱：《導致南卡羅來納州脫離聯邦並證明其合理性的直接原因宣言》），其中概述了分裂的原因。當其他州宣布脫離聯邦時，他被選為南卡羅來納州代表，出席邦聯臨時國會。他是起草美利堅聯盟國臨時憲法委員會的主席。十二人委員會僅用四天時間就制定了臨時憲法。
1861年2月21日，傑佛遜·戴維斯組建第一個內閣，梅明格被任命為財政部長。鑑於邦聯面臨的財政挑戰，這是一項艱鉅的任務。他最初試圖通過債券和關稅（以及從新奧爾良合眾國造幣廠沒收黃金）為政府提供資金。儘管如此，他很快發現自己被迫採取更極端的措施，例如所得稅和法定貨幣。戰前他一直是硬通貨的支持者，但發現自己發行的紙幣日益貶值，到戰爭結束時，紙幣的價值還不到其面值的2%。

## 晚年
1864年7月1日，梅明格辭去財政部長職務，由南卡羅來納州同胞喬治·特倫霍姆接任。他回到了北卡羅來納州亨德森縣弗拉特羅克戰後，回到查爾斯頓，於1866年獲得總統赦免，並重返私人律師執業和商業投資領域。他還繼續致力於發展南卡羅來納州的公共教育系統，並於1877年當選為州立法機關的最後一屆任期。梅明格於1888年3月7日在南卡羅來納州查爾斯頓去世，享年85歲。

## 榮譽
克里斯托弗·梅明格（Christopher Memminger）出現在邦聯5元鈔票上。

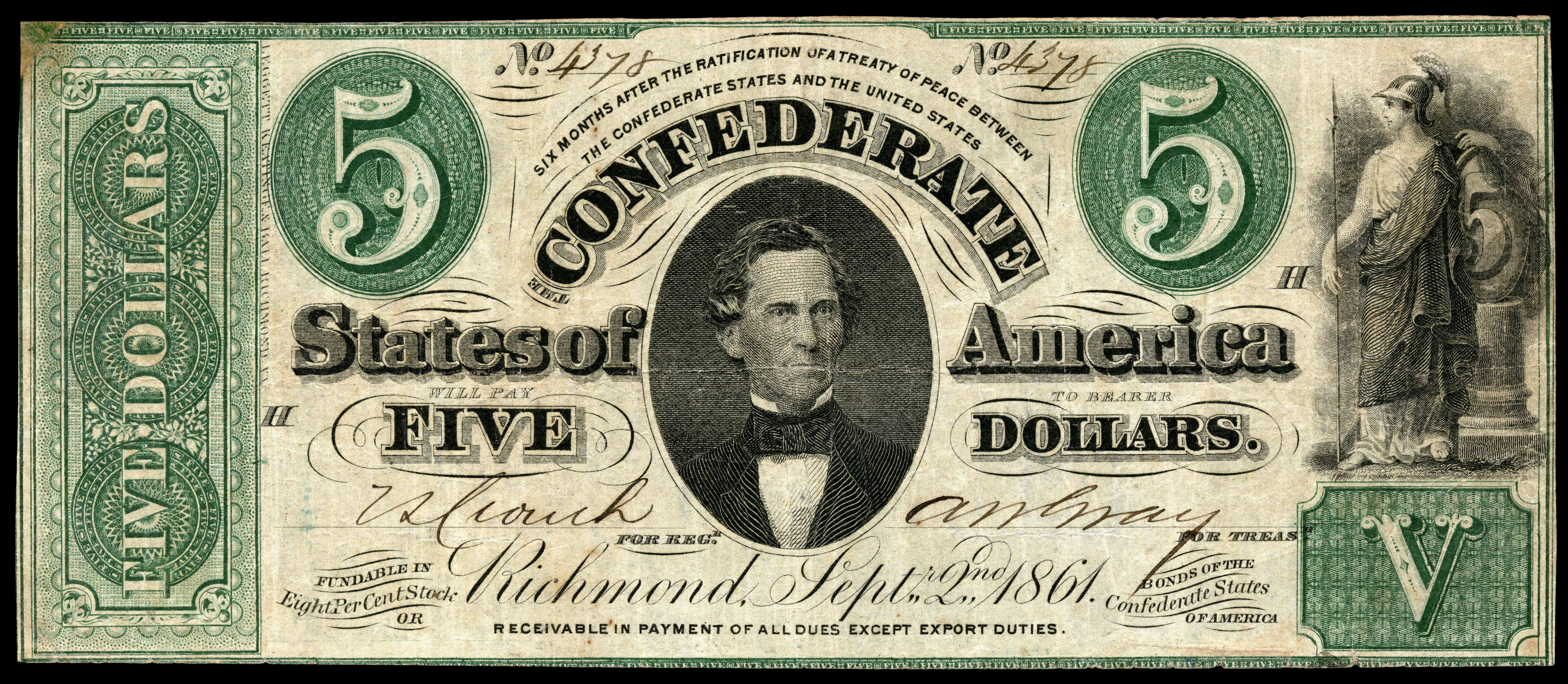
梅明格在1862年邦聯5元鈔票上的肖像

## 閱讀
- Memminger, Christopher. . Charleston: n.p. 1830. LCCN 07034837. OCLC 2421630 –Internet Archive.

## 外部連結
Official
- C. G. Memminger Papers （页面存档备份，存于） at the University of North Carolina at Chapel Hill

General information
- 在Find a Grave上的克里斯托弗·梅明格
- Christopher Memminger （页面存档备份，存于） at The Historical Marker Database (HMdb.org)
- Christopher Memminger （页面存档备份，存于） at South Carolina Encyclopedia (scencyclopedia.org)
- Christopher Memminger （页面存档备份，存于） at NCpedia (ncpedia.org)
- Christopher Memminger （页面存档备份，存于） at The Political Graveyard
- 互联网档案馆中Christopher Memminger的作品或与之相关的作品